# 5 Dolnośląski Batalion Taborowy
5 Dolnośląski batalion taborowy (niem. Niederschlesissches Train-Bataillon 5)  – pododdział wojsk kolejowych z okresu Cesarstwa Niemieckiego.
Sformowany 21 kwietnia 1853 spośród rekrutów z Dolnego Śląska. Stacjonował w garnizonie Poznań, przyporządkowany do V Korpusu Armii. Brał udział w działaniach zbrojnych okresu I wojny światowej.